# Cantharellus pseudofriesii
Cantharellus pseudofriesii é uma espécie de fungo pertencente à família Cantharellaceae.